# Xanthodes flava
Xanthodes flava är en fjärilsart som beskrevs av Moore. Xanthodes flava ingår i släktet Xanthodes och familjen trågspinnare. Inga underarter finns listade i Catalogue of Life.